# Cuộc diễu binh Đức - Xô tại Brest-Litovsk

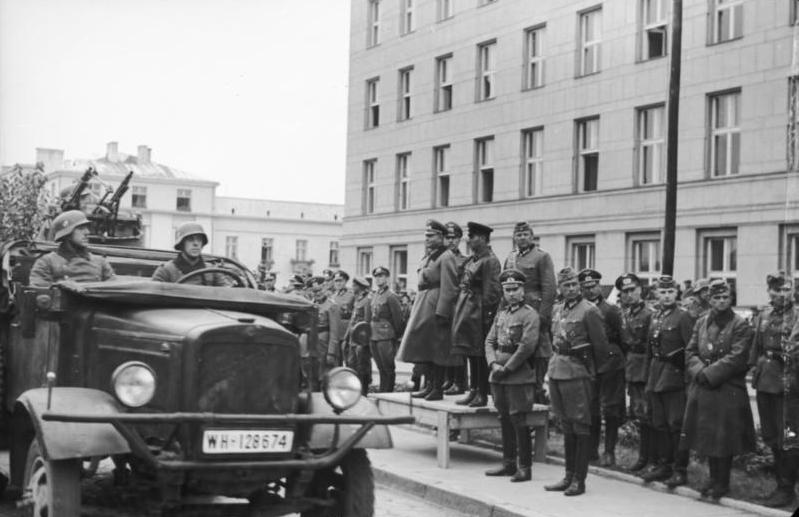
Quân Đức đi qua lễ đài có các sĩ quan vào ngày 22 tháng 9 năm 1939.

Cuộc diễu binh Đức - Xô tại Brest-Litovsk (tiếng Đức: Deutsch-sowjetische Siegesparade in Brest-Litowsk, tiếng Nga: Совместный парад вермахта и РККА в Бресте) là một buổi lễ chính thức được tổ chức bởi quân đội Đức Quốc xã và Liên Xô vào ngày 22 tháng 9 năm 1939, trong cuộc xâm lược Ba Lan tại thành phố Brest-Litovsk (tiếng Ba Lan: Brześć nad Bugiem or Brześć Litewski, bấy giờ thuộc Đệ Nhị Cộng hòa Ba Lan, nay là thành phố Brest ở Belarus). Nó đánh dấu việc quân Đức rút quân đến đường phân giới đã được bí mật đồng ý trong Hiệp ước Molotov-Ribbentrop, đồng thời bàn giao thành phố và pháo đài của nó cho Hồng quân Liên Xô.

## Bối cảnh

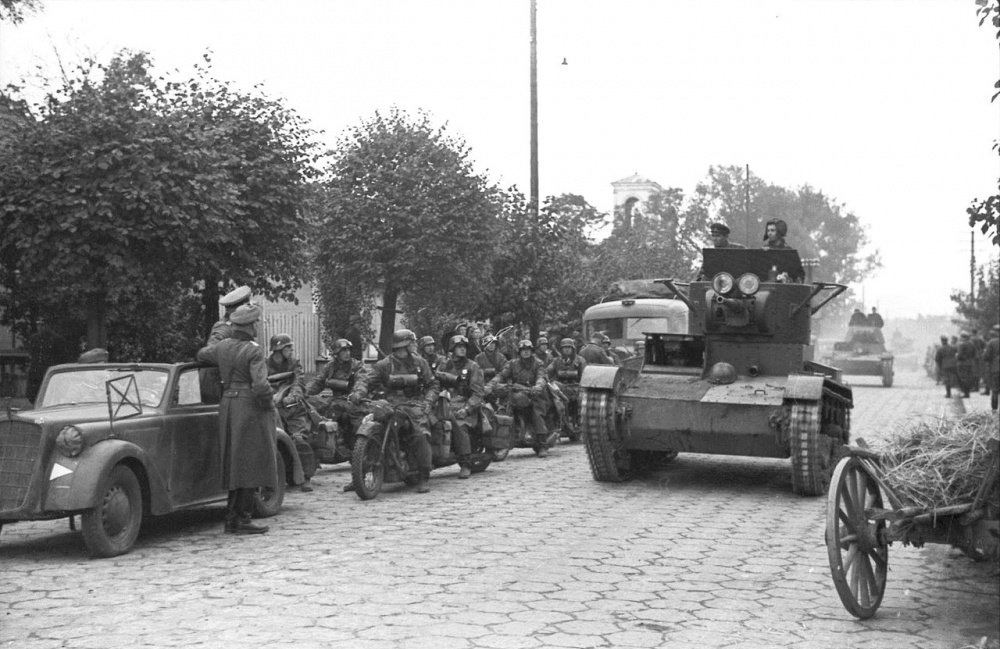
Xe mô tô Đức nhường đường cho các xe tăng Liên Xô.

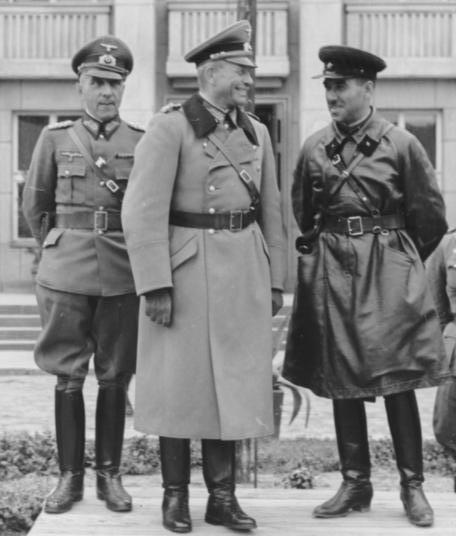
Các tướng Đức, Mauritz von Wiktorin (trái), Heinz Guderian (giữa) và Lữ đoàn trưởng Liên Xô Semyon Krivoshein phải) đứng trên lễ đài.

Nghị định thư bí mật của Hiệp ước Molotov-Ribbentrop, ký ngày 23 tháng 8 năm 1939, xác định ranh giới giữa "vùng ảnh hưởng" của Đức và Liên Xô. Tuy nhiên, trong cuộc xâm lược Ba Lan, một số lực lượng Đức, đặc biệt là Quân đoàn XIX của Heinz Guderian, đã tiến xa hơn giới tuyến này để theo đuổi các mục tiêu chiến thuật của họ.
Quân đoàn XIX tiếp cận Brest vào ngày 13 tháng 9 năm 1939, và đánh bại quân kháng chiến Ba Lan trong trận chiến sau đó vào ngày 17 tháng 9, thiết lập cơ sở hoạt động của họ trong thành phố. Trong suốt những ngày sau đó, Guderian được thông báo, khiến ông ta hết sức lo lắng, rằng đường phân giới giữa các khu vực do Đức và Liên Xô kiểm soát đã được vẽ dọc theo sông Bug và các lực lượng của ông ta sẽ rút lui sau đường này vào ngày 22 tháng 9.
Ngày 17 tháng 9, sau khi Tập đoàn quân 4 của Vasily Chuikov nhận được lệnh vượt qua biên giới Ba Lan, Lữ đoàn xe tăng 29 do Lữ đoàn trưởng (Kombrig) Semyon Krivoshein chỉ huy đã tiến vào thị trấn Baranowicze. Sau khi chiếm thị trấn và bắt được vài nghìn lính Ba Lan đang đóng ở đó, các đơn vị của ông tiếp tục di chuyển về phía tây và đến làng Prużany vào ngày 19 tháng 9.
Vào ngày 20 tháng 9, các đơn vị tiền phương của Lữ đoàn xe tăng 29 chạm trán với lực lượng của Guderian tại làng Widomla, ba ngày sau khi Liên Xô xâm lược Ba Lan và hai mươi ngày sau khi Đức xâm lược Ba Lan.  Lữ đoàn Liên Xô đã rất ít phải chiến đấu, vì hầu hết các cuộc giao tranh đã kết thúc vào thời điểm này.
Theo Krivoshein, một đơn vị trinh sát đã quay trở lại với một nhóm 12 sĩ quan Đức, những người tự nhận mình thuộc Quân đoàn XIX của Guderian và giải thích rằng họ cũng đang di chuyển theo hướng Brest. Họ được mời đến lều của Krivoshein, người sau đó đề nghị nâng ly chúc mừng cả hai chỉ huy và mời các sĩ quan Đức tham dự tới Moskva sau khi họ đạt được chiến thắng nhanh chóng trước "nước Anh tư bản". Thông qua họ, Krivoshein cũng gửi lời chào nồng nhiệt tới vị tướng Đức và đảm bảo sẽ tiếp cận thành phố từ hướng ngược lại với hướng mà Wehrmacht chiếm giữ.
Khi đến gần thị trấn vào sáng ngày 22 tháng 9, Krivoshein nhận ra rằng Guderian đã thành lập trụ sở của mình ở đó. Ngay sau đó, đại diện của Guderian đến, và chào đón "Hồng quân vinh quang" và vị tướng của nó. Sau một cuộc trao đổi ngắn về các thủ tục, Krivoshein đề nghị được đến thăm Guderian và bày tỏ lòng kính trọng với ông ta. Đề nghị được chấp nhận, và Krivoshein được đưa đến trụ sở chính của Đức để dự bữa sáng với viên tướng Đức.
Trong cuộc họp, Guderian đề xuất một cuộc duyệt binh chung của quân đội Liên Xô và Đức qua thị trấn, bao gồm một đội hình binh lính của cả hai quân đội trên quảng trường trung tâm. Bởi vì quân đội Liên Xô đã mệt mỏi sau một cuộc hành quân dài, Krivoshein từ chối nhưng hứa cung cấp một ban nhạc quân sự và một vài tiểu đoàn và đồng ý với yêu cầu của Guderian để cả hai đứng dự duyệt binh cùng nhau.

## Diễn hành

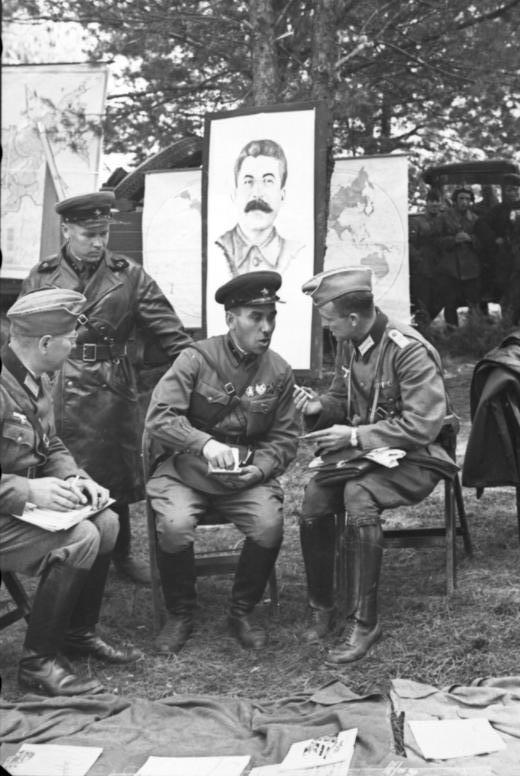
Sĩ quan Đức và Liên Xô giữa các tài liệu tuyên truyền của Liên Xô.

Theo thỏa thuận ban đầu, thủ tục bao gồm quân đội Đức và Liên Xô diễu hành trước các sĩ quan chỉ huy của họ, sau đó thay đổi quốc kỳ, kèm theo các bài quốc ca của Đức và Liên Xô. Tuy nhiên, chỉ huy phía Liên Xô, kombrig Semyon Krivoshein, viết trong hồi ký của mình rằng ông không cho phép quân Liên Xô cùng diễu binh với phía Đức vì sợ rằng Hồng quân vốn đã mệt mỏi sau một cuộc hành quân dài đến Brest, sẽ trông kém khí thế hơn so với những người Đức, vốn đã nghỉ ngơi ở thành phố trong vài ngày. Thay vào đó, ông gợi ý rằng các đội hình Liên Xô sẽ tiến vào thành phố độc lập và chào những người Đức rời đi bất cứ khi nào họ gặp nhau.
Cuộc duyệt binh bắt đầu lúc 16:00, và "Vòm chiến thắng" được dựng lên mà quân đội Liên Xô trang trí bằng chữ Vạn và sao đỏ và quân Đức diễu hành qua đó. Liên Xô điều Tiểu đoàn 4 thuộc Lữ đoàn xe tăng hạng nhẹ 29, là đơn vị đầu tiên của Hồng quân tiến vào thành phố. Các tướng lĩnh Liên Xô và Đức đã bày tỏ sự kính trọng đối với quân đội của nhau và những chiến thắng của họ trước các lực lượng Ba Lan.
Sau cuộc duyệt binh, mà Niall Ferguson mô tả là thân thiện, quân Đức rút về bờ phía tây của Bug, và Liên Xô giành quyền kiểm soát thành phố, cũng như phần còn lại của Đông Ba Lan (Tây Belarus và Tây Ukraina).